# Дібамус новогвінейський
Дібамус новогвінейський (Dibamus novaeguineae) — ящірка з роду Дібамусів родини дібамових.

## Опис
Загальна довжина сягає 20 см. Тулуб тонкий, вкритий дрібною лускою. Колір коричневий або темно-коричневий. Тулуб циліндричний, голова тупа з великими щитками, рот невеликий. З боків анального отвору у самців збереглися ледь помітні рудименти задніх кінцівок. Немає вух, очей.

## Спосіб життя
Полюбляє тропічні та гірські ліси. Дібамус риє вузький довгі нори, в яких ховається вдень. Харчується комахами та їх личинками.
Це яйцекладна ящірка. Самиця відкладає до 3 яєць у вапняковий ґрунт.

## Розповсюдження
Мешкає на Філіппінах, о.Сулавесі та деяких ближніх островах (Індонезія), а також здебільшого на о.Нова Гвінея, звідки й походить назва цієї ящірки.